# 野村久子
野村 久子（のむら ひさこ、1971年10月26日 - ）は、東京都世田谷区出身の元愛媛朝日テレビ (eat) のアナウンサー。
聖心女子大学を卒業後、愛媛朝日テレビに入社。その後、退社した。

## 担当番組
- ガブリっ！とテレビ

| スタブアイコン | サブスタブ | この項目は、まだ閲覧者の調べものの参照としては役立たない、アナウンサーに関連した書きかけの項目です。この項目を加筆・訂正などしてくださる協力者を求めています（PJ:アナウンサー）。 |